# ポインセチアボウル
ポインセチアボウル（Poinsettia Bowl）は2005年から2016年まで毎年12月にカリフォルニア州サンディエゴのクアルコム・スタジアムで行われていたカレッジフットボールのボウル・ゲーム。元々1952年から55年までは軍同士の試合として行われていたが、2005年からホリデーボウルの主催者が新しく実現させた。最後のスポンサーはサンディエゴカウンティ・クレジットユニオンで、正式名称は『サンディエゴカウンティ・クレジットユニオン・ポインセチアボウル』であった。

## 歴代結果
| 開催日         | 勝利校           | 勝利校 | 敗戦校           | 敗戦校 |
| -------------- | ---------------- | ------ | ---------------- | ------ |
| 2005年12月22日 | 海軍             | 51     | コロラド州立     | 30     |
| 2006年12月19日 | TCU              | 37     | ノーザンイリノイ | 7      |
| 2007年12月20日 | ユタ             | 35     | 海軍             | 32     |
| 2008年12月23日 | TCU              | 17     | ボイジー州立     | 16     |
| 2009年12月23日 | ユタ             | 37     | カリフォルニア   | 27     |
| 2010年12月23日 | サンディエゴ州立 | 35     | 海軍             | 14     |
| 2011年12月21日 | TCU              | 31     | ルイジアナ工科   | 24     |
| 2012年12月20日 | BYU              | 23     | サンディエゴ州立 | 6      |
| 2013年12月26日 | ユタ州立         | 21     | NIU              | 14     |
| 2014年12月23日 | 海軍             | 17     | サンディエゴ州立 | 16     |
| 2015年12月23日 | ボイジー州立大   | 55     | ノーザンイリノイ | 7      |
| 2016年12月21日 | BYU              | 24     | ワイオミング     | 21     |